# Karin Malmbratt
Karin Elisabet Malmbratt, född 29 april 1966 i Högsbo församling i Göteborg, är en svensk före detta friidrottare (häcklöpare). Hon tävlade för Mölndals AIK.